# Zvekovac
Zvekovac je naseljeno mjesto u Republici Hrvatskoj u Zagrebačkoj županiji. 

## Zemljopis
Administrativno je u sastavu općine Dubrava. Naselje se proteže na površini od 3,38 km².

## Stanovništvo
Prema popisu stanovništva iz 2001. godine u Zvekovcu živi 217 stanovnika i to u 68 kućanstava. Gustoća naseljenosti iznosi 64,20 st./km².
| broj stanovnika | 177   | 194   | 173   | 257   | 310   | 420   | 413   | 445   | 398   | 388   | 333   | 317   | 252   | 232   | 217   | 193   | 151   |
|                 | 1857. | 1869. | 1880. | 1890. | 1900. | 1910. | 1921. | 1931. | 1948. | 1953. | 1961. | 1971. | 1981. | 1991. | 2001. | 2011. | 2021. |